# Big Bend (Eswatini)
Koordinaten: 26° 49′ S, 31° 56′ O
Big Bend ist eine Stadt in der Region Lubombo im Osten von Eswatini. Sie liegt 77 Meter über dem Meeresspiegel am Fluss Lusutfu, der hier namensgebend mehrmals seine Richtung wechselt. 1997 betrug die Einwohnerzahl 9374. Die Umgebung von Big Bend ist von Zuckerrohrplantagen geprägt. In der Stadt befinden sich unter anderem die Ubombo Primary School und die Sisekelo High School sowie ein Gefängnis.
Die Stadt liegt an der MR8, die das Landesinnere mit dem südlich gelegenen Grenzposten zu Südafrika nahe eGolela verbindet.